# Paraphaenogaster maculata
Aphaenogaster maculata
Espèce
Synonymes
- †Aphaenogaster maculata Théobald, 1937

Paraphaenogaster maculata est une espèce fossile de fourmis de la tribu des Pheidolini (sous-famille des Myrmicinae).

## Classification
L'espèce Paraphaenogaster maculata est décrite en 1937 par le paléontologue français Nicolas Théobald (1903-1981), dans sa thèse, sous le protonyme Aphaenogaster maculata,. 

### Fossiles
L'holotype M55, de l'ère Cénozoïque, et de l'époque Oligocène (33,9 à 23,03 Ma) faisait partie de la collection de l'institut géologique de Marseille et vient du gisement de gypse d'Aix-en-Provence. 
Cette espèce a aussi un cotype Am10 venant de la collection du Muséum national d'histoire naturelle de Paris,.

### Étymologie
L'épithète spécifique dérive du latin maculata, « taché ».

## Description

### Caractères
La diagnose de Nicolas Théobald en 1937, : Cette fourmi est un 

« insecte noirâtre ; ailes enfumées (?) à l'origine, actuellement elles portent par endroits des restes de matières organiques, transformées en matières charbonneuses. Tête ovale, subquadrangulaire, un peu plus longue que large, légèrement rétrécie à l'avant ; yeux petits, placés vers le milieu de la tête; antennes mal conservées, scape court, funicule filiforme. Thorax vu de trois-quarts, forme ovale, étiré vers l'arrière. Mésonotum bien développé ; scutellium assez grand ; pas de nœuds ou d'épines visibles sur l'épinotum. Pétiole formé de deux segments; le deuxième porte un nœud ; abdomen ovoïde ; anneaux visibles à l'extrémité. Pattes grêles et longues, couvertes d'une fine pilosité. Ailes bien conservées ; nervation très visible ; stigma court et assez large ; une cellule discoïdale et une cellule cubitale fermées ; entre les nervures on voit encore des poils très fins, sur les bords postérieurs : petits cils raides. »

### Dimensions
La longueur totale est de 6,5 mm et l'envergure des ailes est de 16 mm.

### Affinités
« Un échantillon du Muséum de Paris Am10 appartient sans doute aussi à cette espèce ; mais l'abdomen est plus court que dans M55. 
Cet échantillon fait partie de la famille des Myrmicidae. La nervation des ailes est identique à celle du g. Aphaenogaster. L'insecte se rapproche le plus d'A. subterranea Latr. de l'Europe centrale et méridionale. Mais il ne lui est pas identique, on ne voit pas les épines de l'épinotum. Par là, il se distingue aussi d'A. sommerfeldi Mayr, de l'ambre de la Baltique. A. maculipes N. Th du Sannoisien du Haut-Rhin (v. p. 204) a des ailes plus courtes. Toutes ces formes sont pourtant très voisines et on peut les considérer comme appartenant au même phylum. »

## Biologie
« Le g. Aphaenogaster comprend des fourmis répandues surtout dans les régions tempérées chaudes de l'ancien et du nouveau monde. Beaucoup d'espèces construisent leurs nids sous terre, sous les pierres et ont des mœurs hypogées. »

### Publication originale
- [1937] Nicolas Théobald, « Les insectes fossiles des terrains oligocènes de France 473 p., 17 fig., 7 cartes,13 tables, 29 planches hors texte », Bulletin Mensuel de la Société des Sciences de Nancy et Mémoires de la Société des sciences de Nancy, Imprimerie G. Thomas,‎ 1937, p. 1-473 (ISSN 1155-1119 et 2263-6439, OCLC 786027547). .